# Adieu Jeunesse ! (film, 1940)
Pour plus de détails, voir Fiche technique et Distribution.
Adieu jeunesse ! (en italien : Addio, giovinezza!) est un film dramatique italien réalisé par Ferdinando Maria Poggioli sorti en 1940, mettant en vedette María Denis, Adriano Rimoldi et Clara Calamai.
Le film a été adapté à partir de la pièce du même nom de Nino Oxilia et Sandro Camasio (1911), qui a été adaptée en film à trois occasions. Le film a permis à Calamai de tenir un rôle important lui permettant de devenir l'une des principales étoiles du cinéma italien des années 1940. Il a été tourné aux studios Cinecittà à Rome et à la Fert Studios de Turin.

## Synopsis
Le film est situé à Turin au début du XXe siècle, où un étudiant (Rimoldi) entame une histoire d'amour avec une couturière Dorina (Denis). Cependant, il est attiré par une femme plus âgée et sophistiquée (Calamai), provoquant la détresse de Dorina.

## Fiche technique
- Titre : Adieu jeunesse
- Titre original : Addio, giovinezza!
- Réalisation : Ferdinando Maria Poggioli
- Scénario : Giacomo Debenedetti, Salvator Gotta et Ferdinando Maria Poggioli d'après une pièce de théâtre de Nino Oxilia et Sandro Camasio
- Photographie : Carlo Montuori
- Montage : Ferdinando Maria Poggioli
- Décors : Gastone Medin
- Costumes : Gino Carlo Sensani
- Musique : Giuseppe Blanc et Enzo Masetti
- Production : Industrie Cinematografiche Italiane
- Distribution : Industrie Cinematografiche Italiane
- Durée : 94 minutes
- Pays :  Royaume d'Italie
- Langue : italien
- Date de sortie :  Italie : 24 décembre 1940

## Distribution
- María Denis : Dorina
- Adriano Rimoldi : Mario
- Clara Calamai : Elena
- Carlo Campanini : Leone
- Bianca Della Corte : Emma
- Carlo Minello : Carlo
- Paolo Carlini : Pino
- Bella Starace Sainati : mère de Dorina
- Vera Carmi : fiancée de Giovanni
- Arturo Bragaglia : Marco, le savetier